# Andakatanikely
Andakatanikely est une commune rurale malgache située dans la partie centre-est de la région d'Amoron'i Mania.
Répartie en 6 Fokontany :

## Géographie
La commune regroupe six villages.